# Crkva sv. Ante u Metkoviću
Crkva sv. Ante u Metkoviću je rimokatolička crkvica koja se nalazi u župi sv. Ilije na predjelu zvanom Rep u sastavu prigradskog naselja Dubravica pred samim ulazom u Metković starom tzv. Napoleonovom cestom iz pravca Dubrovnika.
Na mjestu današnje crkve prvotno 1853. godine obitelj Mate Veraje sagradila kapelicu iz pobožnosti prema Blaženoj Djevici Mariji i sv. Anti Padovanskom. Kako je s vremenom kapelica postala jako štovana među lokalnim stanovništvom, a u njoj se nije mogla služiti sv. Misa, braća Ivan i Marko Veraja 1882. godine napravili su crkvicu sv. Ante u današnjem obliku, te su tražili odobrenje od splitskog-makarskog biskupa da im dopusti da se svake godine 13. lipnja na blagdan sv. Ante služi sv. Misu. Tadašnji splitski-makarski biskup Marko Kalogjera šalje odobrenje sljedećeg sadržaja:
| „                                                            | Usljed Vaše molbe prikazane dne 18. studenoga 1884. kojom ste pisali da Vam se dozvoli, da se na 13. lipnja svake godine, u crkvici Sv. Ante od Padove na Repu, Vašim troškom sagrađenoj gad. 1882. može govoriti sv. Misa i pišuće vidiv da je ista crkvica dovoljno opskrbljena prema obrednim naredbama, ovim Vam udiljuje dozvolu da se ne samo na 13. lipnja, već u svakoj prigodi; kada Vi ili koji pobožnik zaželi, može u istoj Crkvi govoriti Sv. Misa. Dali pošto je ista Crkvica udaljena 3 kilometra od varoša Metkovića, ustanovljuje se kao milostinja za tihu Sv. Misu 2, a za pjeranu 3 for. i pod tim uvjetom da svaki put kad bude sv. Misa u toj Crkvici, na zahtjev dotičnih Misnika, na Vaše troškove providite najshodnije sredstvo prevoza. Milostinje koje će se u toj crkvici kupiti, bit će uložene u potrebe bogoslužja u tu Crkvu, pod upravom mjestnoga Župnika, kod kojeg će stati jedan ključ škrabice. U isto Vam sa povraća nacrt iste Crkve prikazane dne 19. 11. pr. god. Od Biskupskog Nardbeničtva, Split, 2. Svibnja 1885., Marko Biskup (s. r.) | ” |
| — Splitsko-makarski biskup Marko Kalogjera, 2. svibnja 1885. | |   |

1953. godine za župnika fra Vjeke Vrčića sklopljen je ugovor po kojem obitelj Veraja kapelicu daju u vlasništvo župe sv. Ilije. 
Kapela je vremenom često stradala od nevremena, posebno krov, tako da je više puta popravljana. Prvi put je temeljito obnovljena u listopadu 1971. godine, a zatim i 2012. godine.
S vremenom je zavjetno hodoćašće sv. Anti postalo metkovska tradicija i svake godine 13. lipnja na blagdan sv. Ante veliki broj vjernika iz Metkovića i okolice bosonogo hodočasti u ovo svetište.

## Vanjske poveznice
- Službene mrežne stranice Župe sv. Ilije u Metkoviću  Arhivirana inačica izvorne stranice od 18. prosinca 2014. (Wayback Machine)